# Oberwattenbach
Oberwattenbach ist ein Ortsteil des Marktes Essenbach im niederbayerischen Landkreis Landshut. 

## Lage
Das Kirchdorf Oberwattenbach liegt etwa zweieinhalb Kilometer nordöstlich von Essenbach am Rande des Donau-Isar-Hügellandes.

## Geschichte
Der Fund eines jungsteinzeitlichen Steinbeiles, eine Siedlungsstelle aus der Urnenfelderzeit und zwei erhaltene keltische Grabhügel weisen das Gebiet um Wattenbach als ein jahrtausende altes Siedlungsgebiet aus. 1130 erwarb das Hochstift Regensburg den Ort Wattenpach. Bischof Konrad erkaufte ihn von Chuno, dem Grafen von Meglinen. 1139 besaß hier das Kloster Mallersdorf einen Weinberg. 1292 wird ein Pfleger des Spitals in Landshut „von Wattenpach“ erwähnt.
Den Dörflern wurde beiderseits der Dorfstraße Hofstätte um Hofstätte angewiesen. Im Laufe der Zeit kam es zur Unterscheidung von Ober- und Unterwattenbach. In Oberwatenbach wird 1230 und 1330 je ein Hof erwähnt, 1377 und 1439 ein Greselbeckhof, zwei Weingärten und ein Mochleinshof. 1508 war ein Nikolaus von Magenreiter von Teising Besitzer des Kröningerhofes.
Die Obmannschaft Oberwattenbach zählte einst 19 Anwesen. Besitzer waren das Hochstift Regensburg, die v. Harscher Burghausen, der Metzgerverein Landshut, die Kirche Oberwattenbach, die Kirche Ergolding und die Probstei Mettenbach. Der Martinstag wurde als Fest des Kirchenpatrons besonders festlich mit Pferderitt begangen.
Im Zuge der Gemeindeedikte wurde ab 1808 die Gemeinde Oberwattenbach gebildet. Im Jahre 1966 begann ein umfangreiches Flurbereinigungsverfahren, das im Jahre 1974 seinen Abschluss fand. Der letzte große Akt der Gemeinde Oberwattenbach war der Beitritt zum Zweckverband zur Wasserversorgung des Kleinen und des Großen Labertales in Mallersdorf. Im Rahmen der Gebietsreform in Bayern schloss sich die Gemeinde Oberwattenbach am 30. Juni 1972 freiwillig mit der Gemeinde Essenbach zusammen. 

## Sehenswürdigkeiten
- Filialkirche St. Martin. Der spätgotische Bau des 15. Jahrhunderts wurde im 17. und 18. Jahrhundert barock verändert. Der barocke Hochaltar mit gewundenen Säulen zeigt im Mittelbild eine nazarenische Darstellung des Kirchenpatrones St. Martin, wie er mit dem Bettler den Mantel teilt.

## Vereine
- Freiwillige Feuerwehr Oberwattenbach
- 1860 Fanclub Wattenbach
- Kath. Landjugend Wattenbach
- Bachtalschützen Wattenbach